# Lament (album)
Pour les articles homonymes, voir Lament.
Albums de Ultravox
Monument
(1983) U-Vox
(1986)
Singles
1. One Small Day
Sortie : 3 février 1984
2. Dancing with Tears in My Eyes
Sortie : 4 mai 1984
3. Lament
Sortie : 21 juin 1984
4. Heart of the Country
Sortie : septembre 1984

Lament est le septième album studio d'Ultravox, sorti en 1984. 

Il se classe dans le Top 10 au Royaume-Uni, atteignant la 8e place (quatrième fois consécutive qu'un album studio du groupe intègre ce classement dans son pays), tandis que le single Dancing with Tears in My Eyes devient no 3 des ventes en mai 1984 et un tube international.
La pochette de l'album présente une photo du cercle mégalithique de Calanais, en Écosse.
Il existe également une autre pochette pour le même album, celle-ci sans photos avec impression des titres en sérigraphie noir.

## Titres
Toutes les chansons sont créditées aux quatre membres du groupe.

### Face 1
1. White China – 3:52
2. One Small Day – 4:33
3. Dancing with Tears in My Eyes – 4:40
4. Lament – 4:42

### Face 2
1. Man of Two Worlds – 4:28
2. Heart of the Country – 5:07
3. When the Time Comes – 4:58
4. A Friend I Call Desire – 5:13

## Musiciens
- Midge Ure : chant, guitare
- Billy Currie : violon, claviers
- Chris Cross : basse, synthétiseur, chœurs
- Warren Cann : batterie, percussions électroniques, chœurs

Avec :
- Mae McKenna : chant gaélique sur Man of Two Worlds
- Quartet de cordes sur Heart of the country : Amanda Woods, Jacky Woods, Margaret Roseberry, Robert Woollard
- Chœurs sur A Friend I Call Desire : Shirley Roden & Debi Doss